# Gustavo Silva Campo
Gustavo Silva Campo (Combarbalá, 14 de julio de 1885 - 10 de septiembre de 1959, Santiago) fue un abogado y político chileno, miembro del Partido Radical (PR). Ejerció como diputado en varios periodos legislativos entre los años 1915-1921, 1921-1924 y 1926-1932 y, fue ministro de Guerra y Marina en el primer gobierno del presidente Arturo Alessandri durante enero y marzo de 1923.

## Familia y estudios
Nació en la ciudad chilena de Combarbalá el 14 de julio de 1885. Sus padres fueron Juan José Silva Vélez y Amalia Campo Gilbert. Realizó sus estudios primarios y secundarios en el Colegio San Pedro Nolasco, continuando los superiores en la Facultad de Derecho de la Universidad de Chile. Juró como abogado el 29 de diciembre de 1906. Su tesis se tituló Los cuasi delitos.
Se desempeñó como profesor de la Escuela Militar, y del Liceo Valentín Letelier. Entre otras actividades, fue socio del Club de La Unión, desde 1915. Fundó la Asociación de Deportes Atléticos (ADA). Fue también miembro del Consejo de Enseñanza Comercial (CEC).

## Trayectoria política

### Ministro de Guerra y Marina (1923)
Militante del Partido Radical (PR), el 12 de enero de 1923 fue designado como ministro de Guerra y Marina por el presidente liberal Arturo Alessandri, cargo que desempeñó hasta el 16 de marzo de ese año.

### Diputado (1915-1921; 1921-1924; 1926-1932)
En las elecciones parlamentarias de 1915 fue elegido como diputado por la comuna de San Carlos, por el periodo de 1915-1918. En su gestión integró la Comisión de Instrucción Pública.
En las elecciones de 1918, resultó reelecto como diputado por la misma comuna, por el periodo 1918-1921. Integró la Comisión de Instrucción Pública y la de Policía Interior.
Dos años más tarde, en las elecciones parlamentarias de 1921, fue nuevamente electo como diputado, pero por Tarapacá y Pisagua, por el periodo 1921-1924. En esa ocasión integró la Comisión de Relaciones Exteriores y Colonización y la de Instrucción Pública. Además, representó en la Cámara de Diputados en las festividades del centenario de Brasil en 1922.
Fue diputado por Ovalle, Combarbalá e Illapel en el Congreso Nacional de 1924, ocupando también el cargo de presidente de la Cámara el 9 de junio de 1924.
En las elecciones parlamentarias de 1925 fue elegido como diputado en representación de la 4ª Circunscripción Departamental de Serena, Coquimbo, Elqui, Ovalle, Combarbalá e Illapel, por el periodo 1926-1930. Integró la Comisión de Relaciones Exteriores y la de Policía Interior.
En las elecciones parlamentarias de 1930 (Congreso Termal), fue reelecto como diputado, por el periodo 1930-1934. Integró la Comisión de Relaciones Exteriores y la de Policía Interior. A nivel internacional, en 1931 representó a Chile en el Congreso Internacional de Bruselas, Bélgica. Sin embargo, no logró terminar su periodo parlamentario, luego de la disolución del Congreso Nacional el 4 de junio de 1932 mediante un decreto de la Junta de Gobierno, instaurada por un golpe de Estado.
Durante este último periodo legislativo tuvo una importante participación en la aprobación de la Ley de Educación Primaria Obligatoria (LEPO).

### Actividades posteriores
Posteriormente, participó como integrante la Corte Suprema de Chile en el año 1934 y ejerció la  diplomacia como embajador de Chile en Ecuador desde 1941 hasta 1944. En esta misión fue condecorado con la Gran Cruz de Orden al Mérito por el Gobierno de Ecuador.
Falleció en Santiago el 10 de septiembre de 1959, a los 74 años.